# 瓜萨德坎波斯
瓜萨德坎波斯，是西班牙卡斯蒂利亚-莱昂帕伦西亚省的一个市镇。 总面积32平方公里，总人口73人（2001年），人口密度2人/平方公里。